# Eric Wagner
Eric Wagner (født 24. april 1959, død 23. august 2021) var en amerikansk heavy metal-sanger, som var kendt for sit arbejde med doom metal-bandet Trouble. Han forlod midlertidigt bandet i midten af 1990'erne og dannede i stedet bandet Lid med guitaristen Danny Cavanagh. Wagner vendte dog tilbage til Trouble i 2002. Han medvirkede også på Dave Grohls heavy metal-sideprojekt Probot i 2004.
2. maj 2008 bekendtgjorde Trouble at Wagner havde forladt bandet, da han ikke ønskede at turnere. Hans efterfølger blev Kory Clarke, der tidligere havde været sanger i Warrior Soul.

## Fodnoter
1. ↑  ERIC WAGNER (Ex-TROUBLE, THE SKULL) Has Died After Being Hospitalized With COVID Pneumonia (engelsk), metaladdicts.com, 23. august 2021, hentet 23. august 2021
2. ↑  "Metal-Rules.com: Interview with Trouble". Arkiveret fra originalen 4. marts 2016. Hentet 10. februar 2009.